# Мелон, Жан-Франсуа
Жан-Франсуа Мелон (фр. Jean-François Melon de Pradou; 1675, Тюль — 24 января 1738, Париж) — французский экономист.

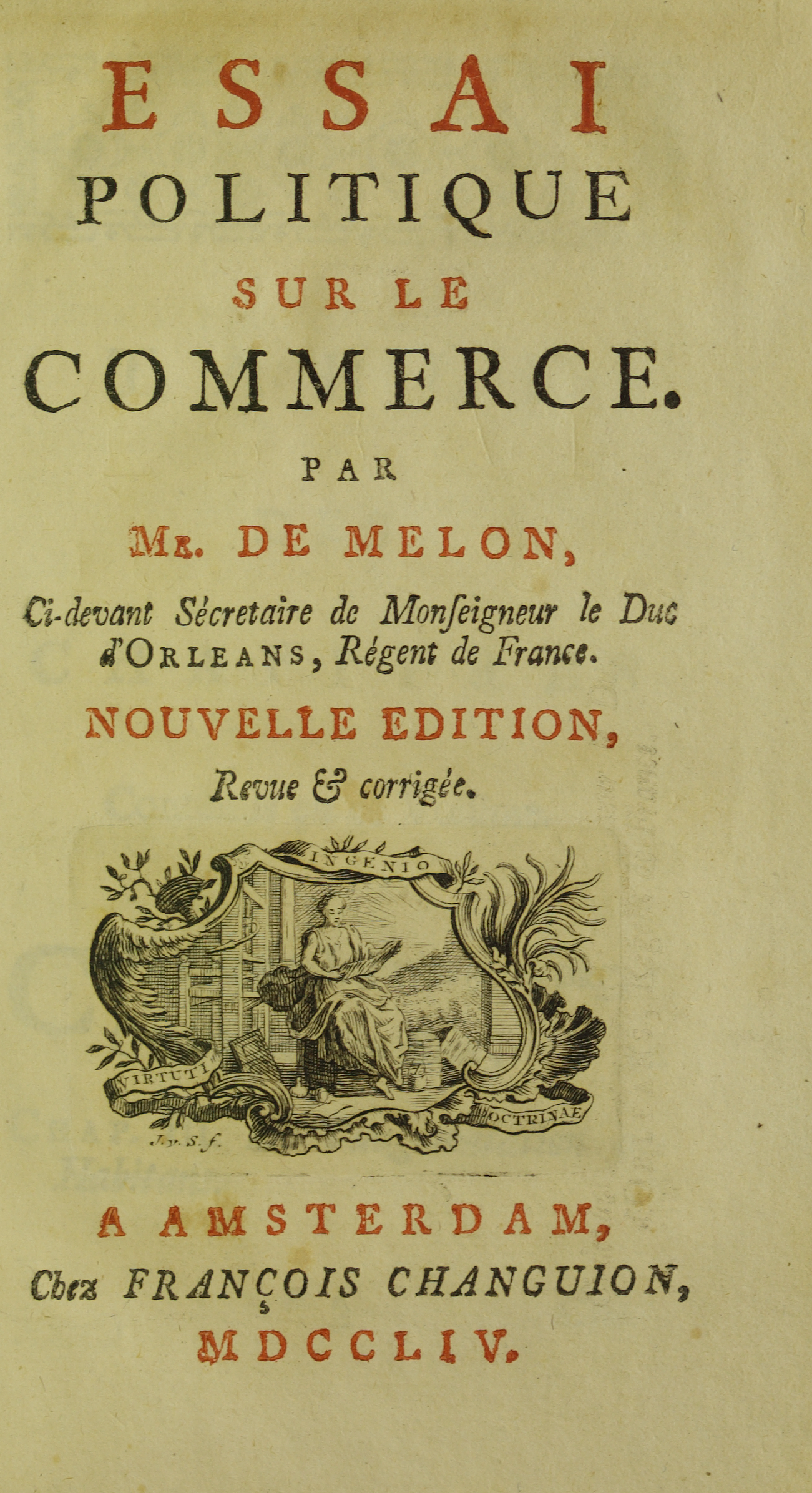
Essai politique sur le commerce, 1754

Был адвокатом в Бордо, потом секретарем у Джона Ло. Его «Аллегорическая история Регентства» представляет мало интереса.
В 1734 году Мелон издал свой главный труд «Опыт о торговле с политической точки зрения» (L’Essai politique sur le commerce), имевший большой успех (5 изданий, переведен на английский и немецкий языки) и одобренный, между прочим, Вольтером. Мелон обыкновенно считают одним из первых французских теоретиков меркантилизма. Действительно, Мелон защищает навигационный акт Кромвеля, приписывая ему, согласно с общим мнением того времени, торговое величие Англии; отстаивает запрещение вывоза сырых произведений и ввоза мануфактурных изделий; доказывает необходимость торговых компаний и колоний для европейских государств (причём признает необходимость рабства) и, наконец, рекомендует государству принимать различные меры для обеспечения благоприятного торгового баланса. Но у Мелон мы почти не находим того неверного и преувеличенного представления о хозяйственной роли денег, как единственного или важнейшего вида богатства, которое наиболее характерно для меркантилизма. Богатство народа, говорит Мелон, определяется не количеством драгоценных металлов, которым страна располагает, а, прежде всего, количеством предметов первой необходимости. Страна, обладающая только железом, сильнее страны, имеющей только золото; хлеб нельзя заменить никаким суррогатом, а золото и серебро, как деньги, могут быть заменены условными знаками. Вместе с тем Мелон — сторонник свободной торговли внутри страны, а относительно внешней торговли он замечает, что распространенное мнение о противоположности интересов торгующих наций не вполне верно, так как каждой стране выгодно иметь богатых покупателей; государство должно заботиться не только о развитии вывоза, но также и о развитии ввоза иностранных товаров. Ввиду этого, Мелона нельзя считать вполне определенным меркантилистом, хотя ближе всего он стоял к этому направлению.
Кроме названных сочинений, Мелон написал Lettre à M-me de Verrue, sur l’apologie du luxe и «Заметки» (Notice) к изданию сочинений аббата de Pons. «Опыт» Мелона вошел в издание Е. Daire Economistes Financiers du XVIII siècle (Париж, 1843), где и краткая биографическая заметка о Мелоне.